# Centre chorégraphique national de Rillieux-la-Pape
Le centre chorégraphique national de Rillieux la Pape est un centre chorégraphique national établi à Rillieux-la-Pape, dans le quartier de la Velette en France

## Bâtiment;
Un bâtiment en bois a été construit tout spécialement pour le centre chorégraphique : sa réalisation est terminée en 2005. Ses architectes sont Patrick Bouchain, Sébastien Eymard et Loïc Julienne

## Historique
La direction du centre a d'abord été assurée par Maguy Marin de 2006 à 2011 puis par le chorégraphe israélien Yuval Pick.
| Année       | Direction   |
| ----------- | ----------- |
| 2006 à 2011 | Maguy Marin |
| depuis 2011 | Yuval Pick  |

## Financement
Le CCNN est subventionné par :
- le Ministère de la Culture ;
- la DRAC de la région des Auvergne-Rhône-Alpes ;
- la ville de Rillieux-la-Pape ;
- la Métropole de Lyon.